# Dicycla griseago
Dicycla griseago là một loài bướm đêm trong họ Noctuidae.